# 4 mai 1959

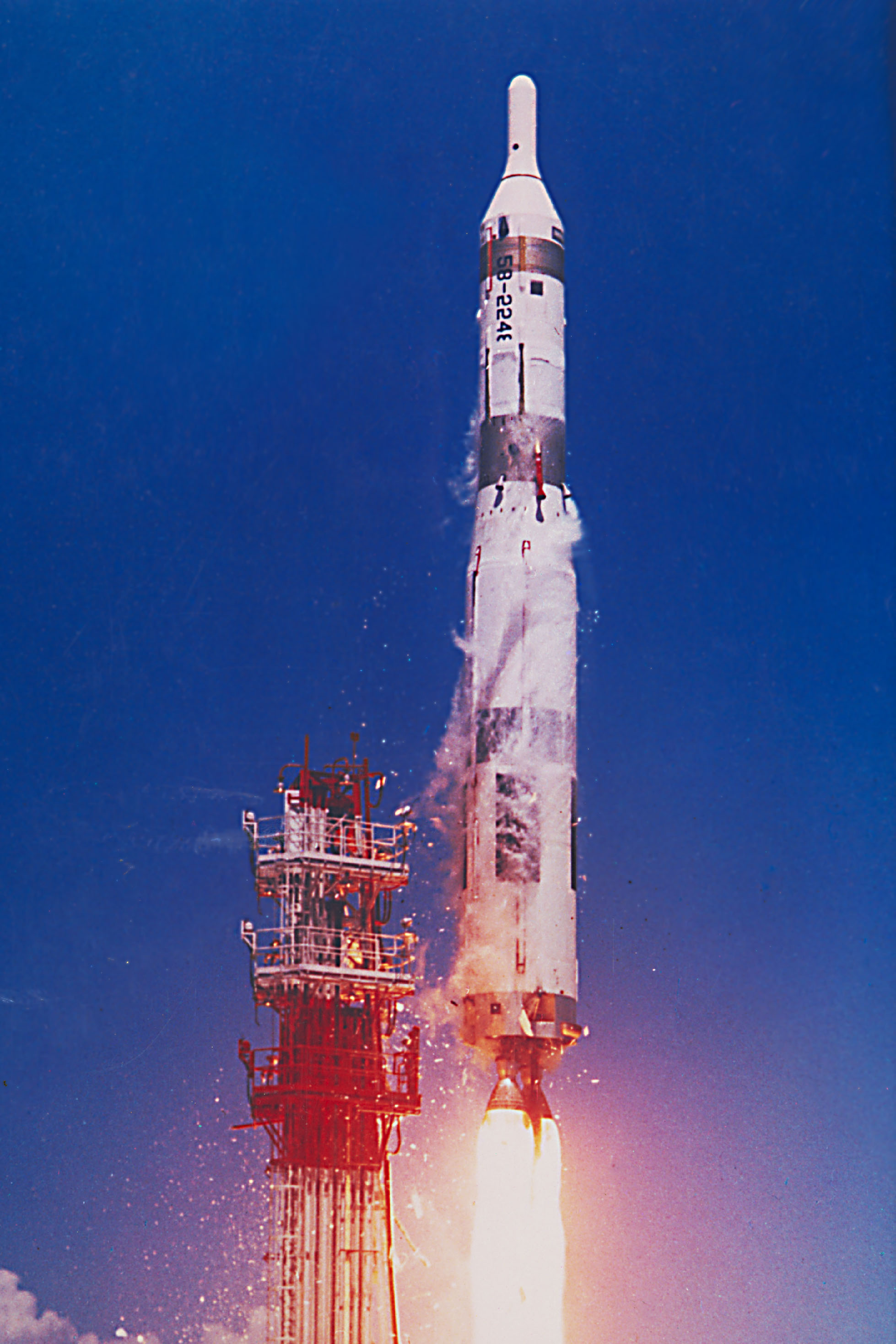
Lancement d’un missile Titan à Cap Canaveral

Le lundi 4 mai 1959 est le 124e jour de l'année 1959.

## Événements
- Troisième réélection de William Tubman, président de la République du Liberia de 1944 (16e année de règne en 1959) jusqu'à sa mort en 1971, pour un total de 28 ans au pouvoir ;
- Création de la confédération de chanoines réguliers de saint Augustin par le pape Jean XXIII ;
- Création du parc provincial du Mount Fernie (de), parc provincial en Colombie-Britannique au Canada ;
- L’explosion d'une supernova est observée dans la galaxie NGC 4921 par Milton Humason avec le télescope de Schmidt de l'observatoire Palomar en Californie ;
- Lancement d’essai réussi à Cap Canaveral d’un exemplaire du SM-68 Titan, missile balistique intercontinental multi-étages américain conçu par la Glenn L. Martin Company, capable de transporter une bombe atomique de 4 mégatonnes sur une distance de 15 000 km ;
- Premier vol de l'avion utilitaire monomoteur Pilatus PC-6 Porter conçu par l'avionneur suisse Pilatus Aircraft ;

### Sport
- Fin de championnat d'Angleterre de football 1958-1959 ;

### Culture
- Sortie en Angleterre du film anglais Le Chien des Baskerville de Terence Fisher ;
- Sortie en France au Festival de Cannes du film français Les Quatre Cents Coups de François Truffaut ;
- Première cérémonie des Grammy Awards (récompenses décernées aux meilleurs artistes et techniciens dans le domaine de la musique) à Beverly Hills aux États-Unis ;
- Lors des premiers Grammy Awards, la chanson Nel blu dipinto di blu de Domenico Modugno reçoit les récompenses d'Enregistrement de l'année et Chanson de l'année ;

## Naissances

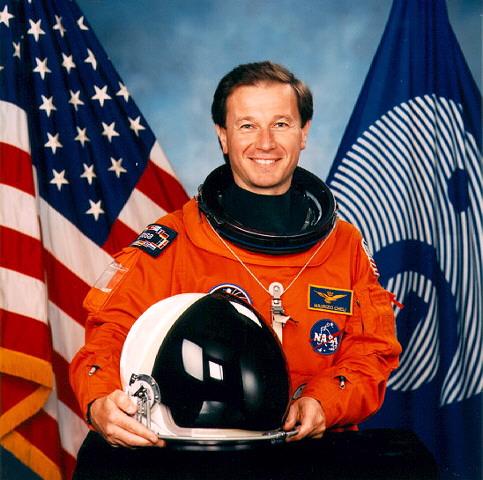
Maurizio Cheli

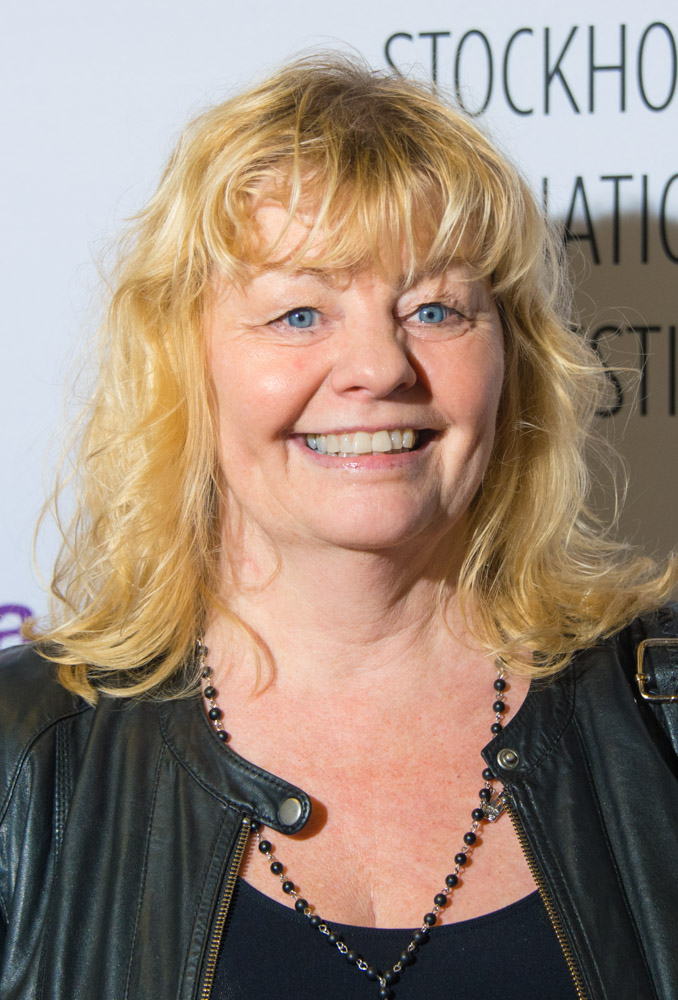
Inger Nilson

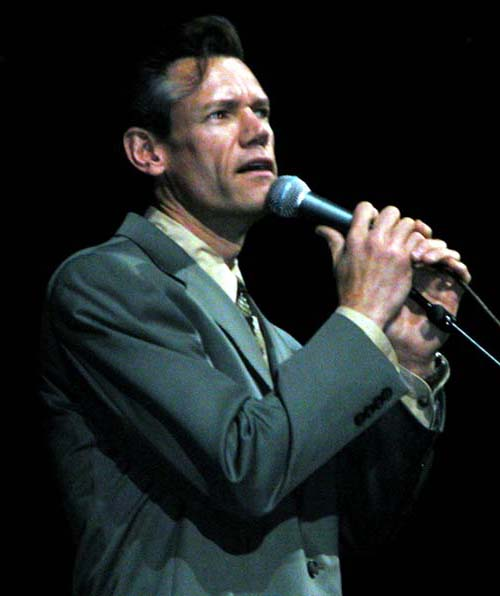
Randy Travis, chanteur américain de country.

- Christoph Bochinger (de), érudit religieux allemand, spécialiste de religion contemporaine ;
- Dick Bradsell (en) (mort le 27 février 2016), barman de Londres connu pour ses innovations de cocktails devenus depuis des classiques ;
- Dietmar Burdinski (de) (mort le 21 juillet 2010), auteur et comédien allemand ;
- Éric Cailleaux, handballeur français ;
- Anthony Calf, acteur britannique ;
- Pavel Chaloupka, footballeur tchèque ;
- Maurizio Cheli, spationaute italien ;
- Valdemaras Chomičius, basketteur lituanien ;
- Jean-Yves Collet, cinéaste animalier français ;
- Lynette Cook (en), joueuse de cricket australienne ;
- Charles Corfield (en), mathématicien américain, programmeur informatique et fondateur de plusieurs startups de la Silicon Valley, dont Frame Technology Corporation ;
- Robert Daws (en), acteur anglais de théâtre et de télévision ;
- Wanda de Kanter (nl), pneumologue et militante néerlandaise contre l'industrie du tabac ;
- Andrzej Dziemianiuk, judoka polonais ;
- Antonieta Rosa Gomes, femme politique bissau-guinéenne ;
- Udo Hemmelgarn (en), homme politique allemand ;
- Joseph James, Jr., plus connu sous le nom Scott Armstrong, arbitre de catch américain ;
- Banyingela Kasonga, homme politique congolais ;
- Weng Kangqiang (en), décathlèthe chinois ;
- Li Kongzheng, plongeur chinois ;
- Paryse Martin, artiste canadienne ;
- Theodosius Mathews (en), évêque syriaque orthodoxe indien ;
- Inger Nilsson, actrice suédoise ;
- Michal Pešek (de) (mort le 7 mai 2012), acteur tchèque ;
- Pablo Prieto (es), footballeur, chef d'entreprise et homme politique chilien ;
- Fausta Quintavalla (it), lanceuse de javelot et joueuse de volley-ball italienne ;
- Jill Bolte Taylor, neuroscientifique américaine ;
- Randy Travis, chanteur et guitariste américain de folk et de country ;
- Bob Tway (en), golfeur américain ;
- Henriette Valium, auteur canadien underground de bandes dessinées et graveur ;

## Décès

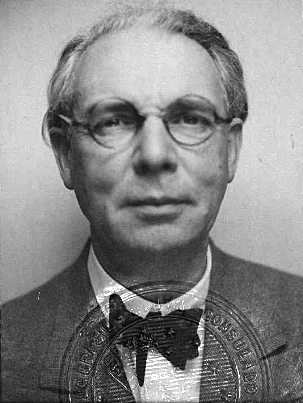
Alfred Agache

- Alfred Agache (né le 24 février 1875), architecte et urbaniste français ;
- Robert Brack (de), écrivain allemand. auteur de romans policiers historiques ;
- Henri Berssenbrugge (nl) (né le 13 septembre 1873), photographe hollandais ;
- Ashley Dukes (né le 29 mai 1885), écrivain, critique et directeur de théâtre britannique ;
- Georges Grente (né le 5 mai 1872, cardinal, évêque, académicien, historien et essayiste français ;
- Peter Janser (de) (né le 9 novembre 1878), prêtre catholique allemand, missionnaire en Amérique et en Chine ;
- Alberto Laviosa (it), né le 17 octobre 1877), inénieur et chef d’entreprise italien ;
- Jerry McAuliffe (en) (né le 27 août 1910), joueur australien de football australien ;
- Gustav Peters (de) (né le 20 avril 1885, publiciste et homme politique germano-bohème ;
- Hermann Tempel (de) (né le 19 août 1878), homme politique allemand ;
- Wilhelm Toelle (de) (né le 26 juin 1876), juriste et homme politique allemand.